# Districtul Augsburg
Districtul Augsburg este un district rural (germană: Landkreis) din regiunea administrativă Șvabia (Regierungsbezirk Schwaben), landul Bavaria, Germania.

## Orașe și comune
| Orașe 1. Bobingen (16.636) 2. Gersthofen (20.248) 3. Königsbrunn (27.621) 4. Neusäß (21.798) 5. Schwabmünchen (13.195) 6. Stadtbergen (14.684) Comune (târg) 1. Biberbach (3.488) 2. Diedorf (10.063) 3. Dinkelscherben (6.628) 4. Fischach (4.681) 5. Meitingen (11.152) 6. Thierhaupten (3.787) 7. Welden (3.663) 8. Zusmarshausen (6.298) | Comune 1. Adelsried (2.253) 2. Allmannshofen (831) 3. Altenmünster (3.772) 4. Aystetten (2.995) 5. Bonstetten (1.226) 6. Ehingen (1.009) 7. Ellgau (1.003) 8. Emersacker (1.424) 9. Gablingen (4.776) 10. Gessertshausen (4.307) 11. Graben (3.281) 12. Großaitingen (4.826) 13. Heretsried (1.027) 14. Hiltenfingen (1.531) 15. Horgau (2.495) 16. Kleinaitingen (1.358) 17. Klosterlechfeld (2.489) 18. Kühlenthal (810) 19. Kutzenhausen (2.514) 20. Langenneufnach (1.734) 21. Langerringen (3.798) 22. Langweid a.Lech (7.678) 23. Mickhausen (1.364) 24. Mittelneufnach (1.064) 25. Nordendorf (2.284) 26. Oberottmarshausen (1.642) 27. Scherstetten (1.009) 28. Untermeitingen (6.306) 29. Ustersbach (1.167) 30. Walkertshofen (1.107) 31. Wehringen (2.897) 32. Westendorf (1.492) |